# 圣米歇尔德弗龙萨克
圣米歇尔-德弗龙萨克（法語：Saint-Michel-de-Fronsac，法語發音：[sɛ̃ miʃɛl də fʁɔ̃sak]，意为“弗龙萨克的圣米歇尔”）是法国吉伦特省的一个市镇，属于利布尔讷区。

## 地理
圣米歇尔-德弗龙萨克（44°55'47"N, 0°18'13"W）面积5.49 平方千米，位于法国新阿基坦大区吉倫特省，该省份为法国西南部沿海省份，是法國本土面积最大的省，北起滨海夏朗德省，西临大西洋，南至朗德省，东南接洛特-加龍省，东临多爾多涅省。
与圣米歇尔-德弗龙萨克接壤的市镇（或旧市镇、城区）包括：弗龙萨克、伊宗、拉里维耶尔、圣艾尼昂、韦尔。
圣米歇尔-德弗龙萨克的时区为UTC+01:00、UTC+02:00（夏令时）。

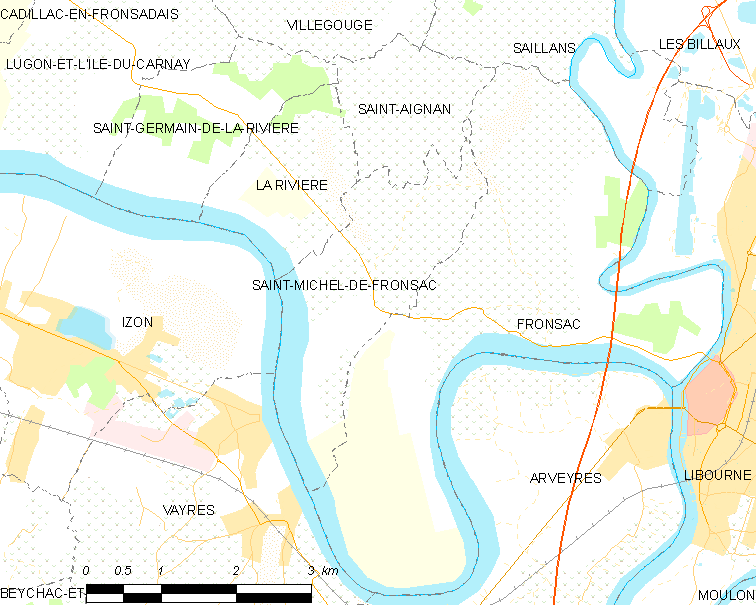
圣米歇尔-德弗龙萨克的OSM定位图

## 行政
圣米歇尔-德弗龙萨克的邮政编码为33126，INSEE市镇编码为33451。

## 政治
圣米歇尔-德弗龙萨克所属的省级选区为勒利布尔奈-弗龙萨代县。

## 人口

1962-2008年间圣米歇尔-德弗龙萨克人口变化图示

圣米歇尔-德弗龙萨克于2022年1月1日时的人口数量为515人。